# Hermine Frieß
Hermine Frieß (* 23. Oktober 1955 in Weiz, Steiermark) ist eine österreichische Politikerin (ÖVP).

## Leben
Hermine Frieß besuchte die Volksschule und die Hauptschule in Weiz. Nach der Höheren Bundeslehranstalt für Landwirtschaftliche Frauenberufe in Sitzenberg besuchte sie das Bundesseminar für Landwirtschaftliches Bildungswesen Ober Sankt Veit in Wien. Danach machte sie die Ausbildung zur Englisch-Lehrerin an der Berufspädagogischen Akademie in Graz.
Von 1977 bis 1982 arbeitete sie als Landjugendreferentin der Landwirtschaftskammer, danach wurde sie Landwirtschaftslehrerin an der Fachschule Haidegg in Graz.
In der XII. Landtagsperiode war sie von 1991 bis 1996 Steirische Landesrätin. Die Angelobung fand am 18. Oktober 1991 statt, sie war Mitglied in den Ausschüssen „Bildung, Kultur, Schulen und Kindergärten“, „Europäische Integration und Föderalismus“ und „Finanzen“.

## Sonstiges
Gemeinsam mit Stefan Hagn, Florian Kaar und Elisabeth Kloner verfasste sie das Schulbuch „Zeitgemäßer Gartenbau“.